# Porter Ranch
Porter Ranch ist ein im Nordwesten des San Fernando Valley gelegenes Stadtviertel von Los Angeles mit rund 30.000 Einwohnern. Porter Ranch grenzt im Westen, Nordwesten und Norden an die Santa Susana Mountains, im Nordosten und Osten an Granada Hills, im Südosten und Süden an Northridge und im Südwesten an Chatsworth.

## Aliso Canyon Gasleck

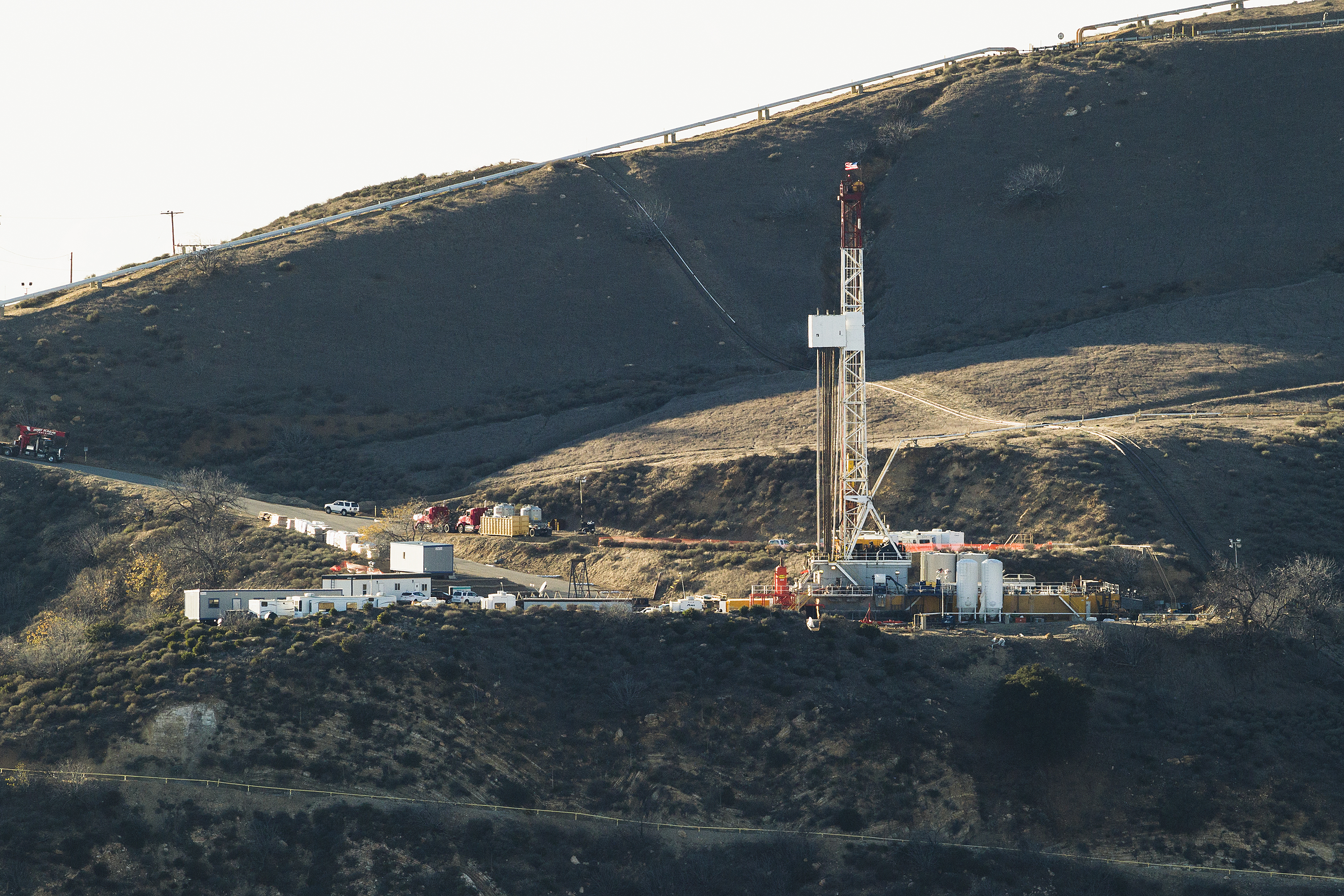
Leckagestelle des Aliso-Canyon-Gasspeichers

Nahe bei Porter Ranch befindet sich der unterirdische Aliso-Canyon-Erdgasspeicher, der zweitgrößte Erdgasspeicher im Westen der Vereinigten Staaten. Dieser wurde 1973 eingerichtet; zuvor war dort seit 1954 Erdöl gefördert worden. Der Betreiber ist Southern California Gas Company.
Am 23. Oktober 2015 entdeckte der Betreiber ein Leck in dem unter Überdruck stehenden Speicher in über 2400 Meter Tiefe, aus dem in den folgenden Monaten große Mengen an Methan sowie Ethan austraten.
Da dem Gas aus Sicherheitsgründen das Odorierungsmittel Mercaptan beigemischt ist, klagten viele Bewohner über gesundheitliche Beschwerden. Daraufhin wurden mehrere tausend Familien evakuiert. Das Los Angeles County verhängte am 15. Dezember 2015 den Ausnahmezustand über Porter Ranch. Sicherheitshalber wurde ein Überflugverbot verhängt, um das Risiko von Explosionen zu minimieren. Mehrere Schulen wurden geschlossen. Anfang Januar 2016 rief auch der Gouverneur von Kalifornien den Notstand in dem betroffenen Gebiet aus.
Nach sieben erfolglosen Versuchen, das Leck abzudichten, wurde die Gasfreisetzung am 11. Februar 2016 nach 112 Tagen zunächst vorläufig gestoppt. Das Leck wurde am 18. Februar 2016 endgültig mit Beton abgedichtet. Insgesamt wurden ca. 97.100 Tonnen Methan sowie 7300 Tonnen Ethan freigesetzt, was etwa 3 % der Kapazität des Speichers entspricht.
Da Methan ein starkes Treibhausgas ist, hatte der Unfall eine erhebliche Auswirkung auf die Klimabilanz Kaliforniens. Über 100 Jahre gerechnet entsprach die Klimawirkung der freigesetzten Gase etwa dem jährlichen Treibhausgasausstoß von 572.000 amerikanischen Autos.